# Cerkiew Świętych Cyryla i Metodego w Humennem
Cerkiew pod wezwaniem Świętych Cyryla i Metodego – prawosławna cerkiew parafialna w Humennem. Należy do archidekanatu dla powiatów: Humenné i Snina, w eparchii preszowskiej Kościoła Prawosławnego Czech i Słowacji.
Świątynia mieści się przy ulicy Dobrianskeho.

## Historia
W 1990 prawosławni z Humennego utracili cerkiew parafialną na rzecz grekokatolików. Od tego czasu nabożeństwa prawosławne były odprawiane w drewnianej cerkwi znajdującej się w skansenie. W 1991 rozpoczęto budowę murowanej świątyni, którą ukończono po 4 latach (28 listopada 1995 odsłużono w nowej cerkwi pierwszą Boską Liturgię). 28 czerwca 1998 świątynię odwiedził patriarcha Konstantynopola Bartłomiej I. Uroczystej konsekracji cerkwi dokonał 16 maja 1999 biskup preszowski Mikołaj (Kocvár), w asyście biskupa michałowskiego i koszyckiego Jana (Holoniča) oraz biskupa Amerykańskiej Karpato-Rusińskiej Diecezji Mikołaja (Smiszki).